# Pornostar (álbum)
Pornostar es el primer álbum de estudio de larga duración de la banda franco-chilena Pánico, lanzado en 1995 bajo el sello EMI en formato casete y CD y en 2013 en vinilo. La versión CD de Pornostar contiene una serie de extras que comienzan en el minuto 5:37 de la última pista (después de Experiencia Super Gore). Estos incluyen una receta de cocina para guisar sangre, una canción para hacer ejercicios, la versión demo de Miss Intoxic Llega a la Disco, una entrevista a "Rubi", una versión Karaoke de la canción Chicos y Chicas Pánico y, finalmente, la música de interludio del álbum Pornostar.

## Lista de canciones
1. "Miss intoxic llega a la disco" – 1:48
2. "Acción y Velocidad" – 1:26
3. "Playa" – 2:59
4. "Tanto Sol" – 3:08
5. "Borrachas Y Extasiadas" – 2:19
6. "Espinilla" – 1:25
7. "Chica bonita" – 3:07
8. "Sangre en la boca" – 2:07
9. "Chicos y chicas Pánico" – 2:48
10. "Rosita quiere ser una Pornostar" – 1:48
11. "Quiero estar anfetaminado" - 1:40
12. "Algo nuevo" - 2:15
13. "Demasiada Confusion" - 1:51
14. "Al calor de una pistola" - 1:52
15. "Hoy no voy al colegio" - 1:35
16. "El Karate Es Una Cosa Del Espíritu" - 2:51
17. "Perdita Durango" - 1:55
18. "Experiencia Super Gore" - 4:51
19. "Extras (Solamente en CD)" - 17:48

- Datos: Q6082943